# مرد نابینا (نقاشی)
مرد نابینا یک نقاشی اثر گوستاو ون دو ووستین است که اکنون در موزه سلطنتی هنرهای زیبای آنتورپ (واقع در کشور بلژیک)قرار دارد. این نقاشی بخشی از مجموعه رخ‌نگاره‌های کارگران مزرعه ای است که وی در لوون کشید و نمایانگر تأثیر آنچه در آن زمان فلامانی اولیه خوانده می‌شد است، مانند پرتره فیلیپ دا کروی با زن باکره و نوزاد از روخیر فان در ویدن.